# 17e armée régionale (Japon)
La 17e armée régionale (第17方面軍, Dai-jūroku hōmen gun) est une composante de l'armée impériale japonaise basée en Corée durant la Seconde Guerre mondiale.

## Histoire
La 17e armée régionale japonaise est formée le 22 janvier 1945 sous le contrôle direct du quartier-général impérial comme successeur de l'armée japonaise de Corée dans le cadre des efforts désespérés de l'empire du Japon d'empêcher les débarquements alliés sur la péninsule coréenne durant l'opération Downfall (ou opération Ketsugō (決号作戦, Ketsugō sakusen) en japonais). Elle est basée à Keijō. Cependant, la structure administrative réelle de l'ancienne armée de Corée reste en place et le commandement de la 17e armée régionale se trouve ainsi mis en concurrence.
La plupart des soldats des armées présentes au Japon sont composées de réservistes peu entraînés, d'étudiants conscrits, et de miliciens car la plupart des vétérans et des troupes entraînées ont été envoyés sur les autres fronts de la guerre du Pacifique.
De plus, les Japonais forment des corps combattants des citoyens patriotiques qui intègrent tous les hommes en bonne santé de 15  à   60 ans et les femmes de 17  à   40 ans. Les armes, l'entraînement, et les uniformes manquent globalement, certains hommes ne sont même armés qu'avec des mousquets à chargement par la bouche, des arcs longs, ou des lances de bambou. On attend cependant d'eux qu'ils fassent leur devoir jusqu'au bout.
Le 10 août 1945, la 17e armée régionale est transférée sous le contrôle de l'armée japonaise du Guandong et reçoit l'ordre d'avancer vers le nord pour s'opposer à l'invasion soviétique de la Mandchourie. Cependant, la guerre prend fin avant qu'elle n'est traversé le fleuve Yalou.
La 17e armée régionale est démobilisée sans avoir combattu et reste dans ses bases de garnison jusqu'à l'arrivée des forces américaines en Corée.

## Commandement

### Commandants
|   | Nom                              | De               | À             |
| - | -------------------------------- | ---------------- | ------------- |
| 1 | Général Seishirō Itagaki         | 1er février 1945 | 20 avril 1945 |
| 2 | Lieutenant-général Yoshio Kozuki | 20 avril 1945    | 15 août 1945  |

### Chef d'état-major
|   | Nom                               | De               | À            |
| - | --------------------------------- | ---------------- | ------------ |
| 1 | Lieutenant-général Juntaro Iihara | 1er février 1945 | 15 août 1945 |